# Givry (Bertogne)
Pour les articles homonymes, voir Givry.
Givry est un village belge de la commune de Bastogne situé en Région wallonne dans la province de Luxembourg.

## Géographie
Le village est situé dans les Ardennes belges. 

## Histoire
Givry appartient à la section de Flamierge.
Lors de la fusion des communes de 1977, Givry est intégré à la commune de Bertogne avec Flamierge.
Depuis le 2 décembre 2024, à la suite de la fusion de la commune de Bertogne avec celle de Bastogne, Givry fait dorénavant partie de la commune de Bastogne.

## Transports
Le village est situé non loin de la nationale 4 reliant Arlon à Namur, et de l'autoroute E25, reliant Libramont et l'autoroute E411 à Liège.

## Sports
Givry est connu pour son club de football, le Royale Union Sportive Givry, évoluant en division 4 belge. Thomas Meunier y a joué de 2002 à 2004.